# Qualificazioni al campionato mondiale di calcio 2018 - UEFA - Fase a gironi, gruppo C
Questo è il gruppo C, uno dei 9 gruppi sorteggiati dalla FIFA valevoli per le qualificazioni al campionato mondiale di calcio 2018 per la UEFA. Il gruppo è composto da 6 squadre che sono: Germania (testa di serie e posizione numero 2 del ranking mondiale al momento del sorteggio), Rep. Ceca (seconda fascia e posizione 20 del ranking), Irlanda del Nord (terza fascia e posizione 37), Norvegia (quarta fascia e posizione 67), Azerbaigian (quinta fascia e posizione 108) e San Marino (sesta fascia e posizione 192). Si svolge in partite di andata e ritorno per un totale di 10 giornate al termine delle quali la squadra prima in classifica si qualificherà direttamente alla fase finale del mondiale mentre la squadra seconda classificata, se risulterà tra le 8 migliori seconde, dovrà disputare un turno di spareggio per ottenere la qualificazione al mondiale 2018.

## Classifica
| Pos. | Squadra          | Pt | G  | V  | N | P  | GF | GS | DR  |
| ---- | ---------------- | -- | -- | -- | - | -- | -- | -- | --- |
| 1.   | Germania         | 30 | 10 | 10 | 0 | 0  | 43 | 4  | +39 |
| 2.   | Irlanda del Nord | 19 | 10 | 6  | 1 | 3  | 17 | 6  | +11 |
| 3.   | Rep. Ceca        | 15 | 10 | 4  | 3 | 3  | 17 | 10 | +7  |
| 4.   | Norvegia         | 13 | 10 | 4  | 1 | 5  | 17 | 16 | +1  |
| 5.   | Azerbaigian      | 10 | 10 | 3  | 1 | 6  | 10 | 19 | -9  |
| 6.   | San Marino       | 0  | 10 | 0  | 0 | 10 | 2  | 51 | -49 |

Il regolamento prevede i seguenti criteri (in ordine d'importanza dal primo all'ultimo) per stabilire la classifica del girone:
- Maggior numero di punti ottenuti
- Miglior differenza reti
- Maggior numero di gol segnati

Nel caso in cui due o più squadre siano pari nei criteri sopraddetti, per determinare quale formazione sia avanti si considera:
- Maggior numero di punti ottenuti negli incontri fra le squadre a pari punti
- Miglior differenza reti negli incontri fra le squadre a pari punti
- Maggior numero di gol segnati negli incontri fra le squadre a pari punti
- Maggior numero di gol segnati in trasferta negli incontri fra le squadre a pari punti
- Miglior punteggio nella graduatoria del fair play
- Sorteggio a opera del Comitato Organizzativo della FIFA

## Risultati

### 1ª giornata
| Arbitro: | Sébastien Delferière |

|  |           |              |
|  | Marcatori | 45’ Gurbanov |

| Arbitro: | William Collum |

|  |           |                             |
|  | Marcatori | 15’, 60’ Müller 45’ Kimmich |

| Praga 4 settembre 2016, ore 20:45 CEST | Rep. Ceca          | 0 – 0 referto | Irlanda del Nord | Generali Arena (10 731 spett.)\| Arbitro: \| Tasos Sidiropoulos \| |
| Arbitro:                               | Tasos Sidiropoulos |               |                  |                                                                    |

### 2ª giornata
| Arbitro: | Liran Liany |

|              |           |  |
| Medvedev 11’ | Marcatori |  |

| Arbitro: | István Kovács |

|                                                     |           |  |
| S. Davis 26’ (rig.) K. Lafferty 79’, 90+4’ Ward 85’ | Marcatori |  |

| Arbitro: | Ovidiu Hațegan |

|                           |           |  |
| Müller 13’, 65’ Kroos 49’ | Marcatori |  |

### 3ª giornata
| Arbitro: | Paolo Tagliavento |

|                         |           |  |
| Draxler 13’ Khedira 17’ | Marcatori |  |

| Arbitro: | Benoît Bastien |

|                                                                 |           |                |
| Simoncini 11’ (aut.) Diomandé 77’ Samuelsen 82’ Joshua King 83’ | Marcatori | 54’ Stefanelli |

| Ostrava 11 ottobre 2016, ore 20:45 CEST | Rep. Ceca | 0 – 0 referto | Azerbaigian | Městský stadion (12 148 spett.)\| Arbitro: \| Matej Jug \| |
| Arbitro:                                | Matej Jug |               |             |                                                            |

### 4ª giornata
| Arbitro: | Artyom Kuchin |

|  |           |                                                                                  |
|  | Marcatori | 7’ Khedira 9’, 58’, 76’ Gnabry 32’, 65’ Hector 82’ (aut.) Stefanelli 85’ Volland |

| Arbitro: | Bas Nijhuis |

|                         |           |          |
| Krmenčík 11’ Zmrhal 47’ | Marcatori | 87’ King |

| Arbitro: | Clément Turpin |

|                                                   |           |  |
| Lafferty 27’ McAuley 40’ McLaughlin 66’ Brunt 83’ | Marcatori |  |

### 5ª giornata
| Arbitro: | Daniele Orsato |

|             |           |                                        |
| Nazarov 31’ | Marcatori | 19’, 81’ Schürrle 36’ Müller 45’ Gómez |

| Arbitro: | Kristo Tohver |

|  |           |                                                                       |
|  | Marcatori | 17’, 24’ Barák 19’, 77’ (rig.) Darida 26’ Gebre Selassie 43’ Krmenčík |

| Arbitro: | Hüseyin Göçek |

|                        |           |  |
| Ward 2’ Washington 33’ | Marcatori |  |

### 6ª giornata
| Arbitro: | Javier Estrada Fernández |

|  |           |              |
|  | Marcatori | 90+2’ Dallas |

| Arbitro: | Andre Marriner |

|                      |           |                    |
| Søderlund 55’ (rig.) | Marcatori | 36’ Gebre Selassie |

| Arbitro: | Radu Petrescu |

|                                                                    |           |  |
| Draxler 11’ Wagner 16’, 29’, 85’ Younes 38’ Mustafi 47’ Brandt 72’ | Marcatori |  |

### 7ª giornata
| Arbitro: | Sergei Karasev |

|            |           |                       |
| Darida 78’ | Marcatori | 4’ Werner 88’ Hummels |

| Arbitro: | Daniel Stefański |

|                                    |           |  |
| King 32’ (rig.) Sadygov 66’ (aut.) | Marcatori |  |

| Arbitro: | Enea Jorgji |

|  |           |                                    |
|  | Marcatori | 70’, 75’ Magennis 77’ (rig.) Davis |

### 8ª giornata
| Arbitro: | Nikola Dabanović |

|                                                                 |           |             |
| Ismayilov 20’, 57’ Abdullayev 24’ Cevoli 71’ (aut.) Sadygov 81’ | Marcatori | 74’ Palazzi |

| Arbitro: | Gediminas Mažeika |

|                                                             |           |  |
| Özil 10’ Draxler 17’ Werner 21’, 40’ Goretzka 50’ Gómez 79’ | Marcatori |  |

| Arbitro: | Daniele Orsato |

|                     |           |  |
| Evans 28’ Brunt 41’ | Marcatori |  |

### 9ª giornata
| Arbitro: | Benoît Millot |

|                      |           |                     |
| Ismayilov 55’ (rig.) | Marcatori | 35’ Kopic 66’ Barák |

| Arbitro: | Danny Makkelie |

|                |           |                                |
| Magennis 90+3’ | Marcatori | 2’ Rudy 21’ Wagner 86’ Kimmich |

| Arbitro: | Andrew Dallas |

|  |           |                                                                                   |
|  | Marcatori | 8’ Henriksen 14’ (rig.), 17’ King 39’, 48’, 68’ Elyounoussi 58’ Selnæs 86’ Linnes |

### 10ª giornata
| Arbitro: | Alex Troleis |

|                                                 |           |  |
| Krmenčík 8’, 23’ Kopic 27’ Novák 71’ Kadlec 83’ | Marcatori |  |

| Arbitro: | Andris Treimanis |

|                                                 |           |               |
| Goretzka 9’, 66’ Wagner 54’ Rüdiger 64’ Can 81’ | Marcatori | 34’ Sheydayev |

| Arbitro: | Serhij Bojko |

|                  |           |  |
| Brunt 71’ (aut.) | Marcatori |  |

## Statistiche

### Classifica marcatori
Ultimo aggiornamento: 8 ottobre 2017
5 gol
- Thomas Müller
- Sandro Wagner
- Joshua King (2 rig.)

4 gol
- Michal Krmenčík

3 gol
- Afran Ismayilov (1 rig.)
- Julian Draxler
- Serge Gnabry
- Leon Goretzka
- Timo Werner

- Kyle Lafferty
- Josh Magennis
- Mohamed Elyounoussi
- Antonín Barák
- Vladimír Darida (1 rig.)

2 gol
- Mario Gómez
- Jonas Hector
- Sami Khedira
- Joshua Kimmich
- André Schürrle

- Chris Brunt
- Steven Davis (2 rig.)
- Jamie Ward
- Theodor Gebre Selassie
- Jan Kopic

1 gol
- Araz Abdullayev
- Ruslan Gurbanov
- Maksim Medvedev
- Dimitrij Nazarov
- Rashad Farhad Sadygov
- Ramil Sheydayev
- Julian Brandt
- Emre Can

- Mats Hummels
- Toni Kroos
- Shkodran Mustafi
- Mesut Özil
- Antonio Rüdiger
- Sebastian Rudy
- Kevin Volland
- Amin Younes

- Stuart Dallas
- Jonny Evans
- Gareth McAuley
- Conor McLaughlin
- Conor Washington
- Adama Diomandé
- Markus Henriksen
- Martin Linnes

- Martin Samuelsen
- Ole Kristian Selnæs
- Alexander Søderlund (1 rig.)
- Mirko Palazzi
- Mattia Stefanelli
- Václav Kadlec
- Filip Novák
- Jaromír Zmrhal

Autoreti
- Rashad Farhad Sadygov (1 pro  Norvegia)
- Chris Brunt (1 pro  Norvegia)
- Michele Cevoli (1 pro  Azerbaigian)
- Davide Simoncini (1 pro  Norvegia)
- Mattia Stefanelli (1 pro  Germania)